# 持病
持病（じびょう）とはいつまでも治らない病気を総称する言葉。宿痾（しゅくあ）とも。
一過性の病気（風邪など）や、重症かつ治療中の病気以外の、慢性的または断続的長期にわたる病気であればどのようなものでも持病と表現されることがある。さらに、医師の診察を受けて治療中である慢性的な疾病のみならず、本人が長期に自覚している症状も持病と表現するため、種類や原因は多岐にわたる。
また、比喩的に、直らない癖（特に、悪癖）、工業製品の特定の部位が繰り返し故障することも持病と称する。

## 主な病気・症状
- アトピー性皮膚炎
- 胃腸病
- 高血圧
- 高脂血症
- 神経痛（頭痛など）
- リウマチ（関節リウマチなど）
- 肝臓病
- 腎臓病
- 心臓病
- 糖尿病
- 気管支喘息
- 歯周病（歯槽膿漏など）
- 精神疾患（うつ病、統合失調症など）
- 頸肩腕症候群
- 腰痛
- 痛風
- 痔

なお、厚生労働省「平成14年労働者健康状況調査」（2003年8月発表）によると、医師から診断された持病があるとした労働者の持病の内訳は、腰痛 25.9%、高血圧 22.3%、高脂血症 13.4%、胃腸病 13.1%などとなっている。